# Брус Ајвинс
Брус Ајвинс (Bruce Edwards Ivins, Лебанон 22. април 1946 — 29. јули 2008, Фредерик (Мериленд)) био је амерички микробиолог, вакцинолог, старији истраживач биолошке одбране на Америчком медицинском истраживачком институту за заразне болести (УСАМРИИД), Форт Дитрих, Мериленд, и кључни осумњичени починилац напада антраксом 2001. године.
Преминуо је 29. јула 2008. године, под наразјашњеним околностима, од прекомерне дозе тиленола с кодеином у очигледном самоубиству након што је сазнао да ће против њега Федерални истражни биро поднети кривичну пријаву због злочиначке повезаности са нападима антракса извршених у другој половини 2001. године.
Иако никад није поднесена формална оптужница против њега за злочин, и упркос различитим посредним доказима о његовој кривици у случају који је водио ФБИ, против њега, нису откривени директни докази о његовој умешаности у овај догађај.

## Живот и каријера
Рођен је у Лебанону (Охајо), малом граду 30 километара североисточно од Синсинатија, 22. априла 1946. као најмлађи од тројице браће. У Лебанону је провео младост са браћом и родитељима  оцем Томасом Ајвинсом и мајком Мери Џонсон (рођеној Книгт) Ајвинс. Његов отац, био је фармацеут, и власник апотеке, активиста у локалном Ротари клубу и Привредној комори. Породица је редовно одлазила у либанонску презбитеријанску цркву, иако је Ајвинс касније био католички жупник. Према Ц.В. Ајвинсу, једном од Ајвинсове старије браће, њихова мајка Мери била је насилна и физички агресивна према својој деци. Када је открила да је трудна са Брусом, у непланираној и нежељеној трудноћи, више пута је покушала абортус бацајући се низ степенице. Ајвинс је на крају чуо и причу о покушају мајке да абортира будућег сина.
Заинтересован за науку, Брус Ајвинс је био активни учесник ваннаставних активности у средњој школи, укључујући: Национално друштво части, научне сајмове, клуб актуелних манифестација и стипендистички тим све четири године школовања. Трчао је по стазама и са тркачким тимовима, радио на школском годишњаку и школским новинама, павао у школском хору и глумио у представама за млађе и старије класе.
У децембру 1975, Брус Ајвинс се оженио студентицом медицине Mary Diane Betsch (познатом као Дајана), са којом је остао у браку до своје смрти. Са њом је имао двоје деце.
У време самоубиства Бруса Ајвинса његова жена, деца и браћа још увек су били живи, док су му родитељи већ умрли.